# كلية صدر العراق الجامعة
كلية صدر العراق الجامعة هي كلية أهلية حديثة المنشأ، تأسست الكلية بموجب إجازة التأسيس الصادرة عن الأمانة العامة لمجلس الوزراء، معترف بها من قبل وزارة التعليم العالي، تقع الكلية في منطقة الكاظمية -ساحة عبد المحسن الكاظمي-الشارع العام.

## اقسام الكلية
تتضمن خمسة أقسام وهي:
- قسم القانون[3]
- قسم الصحافة
- قسم تقنيات التحليلات المرضية[4]
- قسم العلوم السياسية[5]
- قسم العلوم المالية والمصرفية.[6]

## انظر ايضاً
- جامعة بغداد
- جامعة الموصل